# تسوتومو هاتا
تسوتومو هاتا (باليابانية: 羽田 孜 هاتا تسوتومو) (24 أغسطس 1935 - 28 أغسطس 2017) سياسي ياباني شغل منصب رئيس الوزراء الياباني الثمانين.

## روابط خارجية
- تسوتومو هاتا على موقع الموسوعة البريطانية (الإنجليزية)
- تسوتومو هاتا على موقع مونزينجر (الألمانية)